# Waimirite-(Y)
La waimirite-(Y) (simbolo IMA: Wai-Y) è un raro minerale del supergruppo della perovskite, all'interno del quale viene collocato nel gruppo delle perovskiti non stechiometriche e da lì al sottogruppo dell'oskarssonite; appartiene alla famiglia minerale degli "alogenuri" e possiede composizione chimica YF3; da un punto di vista chimico, pertanto, è un trifluoruro di ittrio.

## Etimologia e storia
La waimirite-(Y) prende il nome dal popolo dei Waimiri Atroari, un gruppo etnico brasiliano che vive tra gli Stati di Amazonas e di Roraima.

## Classificazione
La waimirite-(Y) è stata riconosciuta dall'Associazione Mineralogica Internazionale (IMA) come specie minerale indipendente nel 2013, pertanto non compare nella classica nona edizione della sistematica dei minerali di Strunz, aggiornata dall'IMA nel 2009.
Compare nell'edizione successiva, proseguita dal database "mindat.org" e chiamata Classificazione Strunz-mindat, dove la waimirite-(Y) è elencata nella classe "3. Alogenuri" e da lì nella sottoclasse "3.A Alogeni semplici, senza H2O", dove forma il sistema nº 3.A0 nel quale è in attesa di assegnazione.
Anche nella Sistematica dei lapis (Lapis-Systematik) di Stefan Weiß la waimirite-(Y) si trova nella classe degli "alogenuri (fluoruro, cloruro, bromuro, ioduro)" e nella sottoclasse degli "alogenuri semplici"; qui è nella sezione degli "anidri, [con rapporto] metallo:alogeno = 1:2, 1:3", dove forma il sistema nº III/A.10 insieme a fluocerite-(La) e fluocerite-(Ce).

## Abito cristallino
La waimirite-(Y) cristallizza nel sistema ortorombico con il gruppo spaziale Pnma (gruppo nº 62) con le costanti di reticolo a = 6,386(1) Å, b = 6,877(1) Å e c = 4,401(1) Å, oltre ad avere 4 unità di formula per cella unitaria.

## Origine e giacitura
La waimirite-(Y) è stata trovata in vene che attraversano il granito di tipo A formato dalla reazione con fluidi ricchi di fluoro e terre rare; la paragenesi è molto varia e dipende dal luogo di ritrovamento del minerale: albite, barite, biotite, calcite, columbite-(Fe), euxenite-(Y), fergusonite-(Y), goethite, illite, ilmenite, microclino, muscovite, rutilo, samarskite-(Y), torite, xenotime-(Y) e zircone (per campioni trovati in Arabia Saudita); albite, caolinite, cassiterite, columbite, criolite, ematite, fluocerite-(Ce), fluorite, gagarinite-(Y), galena, genthelvite-helvite, halloysite, minerali del gruppo del pirocloro, muscovite, piombo nativo, polilitionite, quarzo, riebeckite, topazio, torite, xenotime-(Y) e zircone (per campioni trovati in Brasile).
La waimirite-(Y) è un minerale molto raro: è stato trovato nella sua località tipo la miniera "Pitinga" (0.75694°S 60.10556°W) nello Stato di Amazonas (Brasile) e a Jabal Tawlah, presso Midyan, nella provincia di Tabuk in Arabia Saudita.

## Forma in cui si presenta in natura
La waimirite-(Y) si presenta come aggregati massicci di cristalli piatti fino a circa 1 mm di dimensione; la lucentezza è vitrea e il colore va dal bianco al rosapallido. Il colore del suo striscio sulla mattonella di prova è bianco.